# Tipula vanstraeleni
Tipula vanstraeleni är en tvåvingeart som beskrevs av Alexander 1956. Tipula vanstraeleni ingår i släktet Tipula och familjen storharkrankar. Inga underarter finns listade i Catalogue of Life.